# Centropogon heteropilis
Centropogon heteropilis är en klockväxtart som beskrevs av Franz Elfried Wimmer. Centropogon heteropilis ingår i släktet Centropogon och familjen klockväxter. Inga underarter finns listade i Catalogue of Life.